# ترانه مکرم
ترانه مُکَرَّم (زادهٔ ۱۴ مرداد ۱۳۵۹) شاعر و نویسنده و ترانه‌سرا اهل ایران است.ترانهٔ «طلوع من» با صدای معین از آثار او است.

## زندگی‌نامه
ترانه مکرم در ۱۴ مرداد سال ۱۳۵۹ در تهران متولد شد. او که فارغ‌التحصیل رشتهٔ مترجمی زبان انگلیسی است، از سال ۱۳۷۲ فعالیت خود را با شعر نو و سپید آغاز کرد که به جمع‌آوری ۲ مجموعه به نام‌های «سالار» و «ترانه‌نامه» منجر شد. او در کنار ترانه‌سرایی در زمینهٔ ترجمه آثار ادبی نیز فعالیت دارد.
وی در بهار سال ۱۳۸۷ اولین کتاب ترانهٔ خود با نام «طلوع من» و در سال ۱۳۸۹ دومین مجموعه ترانه‌هایش را با نام «ساعت ۹» و در سال ۱۳۹۵ سومین مجموعهٔ خود را با نام «خدا رو چه دیدی» از نشر نیماژ به بازار عرضه نمود. وی در سال ۱۳۸۷ به عنوان یکی از برگزیدگان دور نخست سومین دورهٔ جشنوارهٔ ترانه‌های «سرزمین مادری» انتخاب شد.
در کتاب مجموعه ترانهٔ «از لاله‌زار تا جمهوری»، گردآوری مهدی موسوی، از ترانه‌های او به همراه آثار ترانه‌سرایان دیگر استفاده شده‌ است. او به مدت ۹ سال در ایران، ممنوع الکار بود و اجازهٔ فعالیت رسمی نداشت.
ترانه‌های «باتو» (با تو ستاره می‌شوم) به خوانندگی محمد اصفهانی، «خیانت» به خوانندگی محسن چاوشی با تنظیم اردوان کامکار (از ترانه‌های فیلم سنتوری) و «یکی بود یکی نبود» (خدا رو چه دیدی) به خوانندگی رضا صادقی از دیگر آثار شهرت یافتهٔ او است.

## همکاری‌ها
اولین ترانه او سال ۱۳۷۹ با عنوان «یه روز برفی» در کاست «یه روز برفی» به خوانندگی محمدرضا عیوضی بود. پس از آن با خوانندگانی نظیر:حمیدعسکری مهدی مقدمسیروان خسروی، سیاوش شمس، معین، کاوه یغمایی، حامد همایون، محمد اصفهانی، خشایار اعتمادی، محسن چاوشی و … همچنین آهنگ‌سازان و تنظیم‌کنندگانی نظیر: فرخ آهی، شوبرت آواکیان، داریوش تقی پور، شهیاد، بهروز صفاریان و… فعالیت خود را ادامه داد.

## ترانه‌‌شناسی
| نام ترانه            | خواننده                                                           | ترانه‌سرا   | آهنگساز         | تنظیم کننده     |
| -------------------- | ----------------------------------------------------------------- | ---------- | --------------- | --------------- |
| باتو                 | محمد اصفهانی                                                      | ترانه مکرم | محمد اصفهانی    | مهرداد شریف     |
| معجزه                | محمد اصفهانی                                                      | ترانه مکرم | پوریا حیدری     | پوریا حیدری     |
| طلوع من              | معین                                                              | ترانه مکرم | بابک زرین       | بابک زرین       |
| خاطره‌ها              | معین                                                              | ترانه مکرم | سیروان خسروی    | سیروان خسروی    |
| پشت صحنه             | گروهی (محسن چاوشی، فرزاد فرزین، امید عامری، مهدی مدرس، مهدی مقدم) | ترانه مکرم | محسن چاوشی      | نوید سپهر       |
| یه روز برفی          | محمدرضا عیوضی                                                     | ترانه مکرم |                 |                 |
| بارون                | محمدرضا عیوضی                                                     | ترانه مکرم | دانیال شهرتی    | دانیال شهرتی    |
| ساعت ۹               | سیروان خسروی                                                      | ترانه مکرم | سیروان خسروی    | سیروان خسروی    |
| تکرار                | سیروان خسروی                                                      | ترانه مکرم | سیروان خسروی    | سیروان خسروی    |
| تو مریضی             | سیروان (به همراه زانیار و یاس)                                    | ترانه مکرم | زانیار خسروی    | سیروان خسروی    |
| امروز میخوام بهت بگم | سیروان خسروی                                                      | ترانه مکرم | سیروان خسروی    | سیروان خسروی    |
| خدا رو چه دیدی       | رضا صادقی                                                         | ترانه مکرم | محمدرضا چراغعلی | محمدرضا چراغعلی |
| احساس رؤیایی         | رضا صادقی                                                         | ترانه مکرم | علیرضا افکاری   | شهراد امیدوار   |
| اینم از تو           | شهاب رمضان                                                        | ترانه مکرم | شهاب رمضان      | سیروان خسروی    |
| با تو                | احسان صادقی                                                       | ترانه مکرم | احسان صادقی     | میلاد هاشمی     |
| تو گذشتی از عشق      | مهدی اسدی                                                         | ترانه مکرم | سیروان خسروی    | سیروان خسروی    |
| شدیدا                | احمد سعیدی                                                        | ترانه مکرم |                 |                 |
| علی مرشدی            | وقتی با من هستی                                                   | ترانه مکرم | میلاد باران     | امیر مسعود      |
| دور میشی             | علیرضا بشرویه                                                     | ترانه مکرم | علی نیک پی      | ایمان تیموریان  |
| اشتباه بود           | بهنام صفاریان                                                     | ترناه مکرم | بهروز صفاریان   | بهروز صفاریان   |

## پیوند ب بیرون
- ترانه‌شناسی ترانه مکرم در دیسکاگز
- الگو:Telegram
- ترانه مکرم در اینستاگرام

|}